# Jean-Pierre Vallat
 (juin 2021).
La mise en forme du texte ne suit pas les recommandations de Wikipédia : il faut le « wikifier ».
Les points d'amélioration suivants sont les cas les plus fréquents. Le détail des points à revoir est peut-être précisé sur la page de discussion.
- Les titres sont pré-formatés par le logiciel. Ils ne sont ni en capitales, ni en gras.
- Le texte ne doit pas être écrit en capitales (les noms de famille non plus), ni en gras, ni en italique, ni en « petit »…
- Le gras n'est utilisé que pour surligner le titre de l'article dans l'introduction, une seule fois.
- L'italique est rarement utilisé : mots en langue étrangère, titres d'œuvres, noms de bateaux, etc.
- Les citations ne sont pas en italique mais en corps de texte normal. Elles sont entourées par des guillemets français : « et ».
- Les listes à puces sont à éviter, des paragraphes rédigés étant largement préférés. Les tableaux sont à réserver à la présentation de données structurées (résultats, etc.).
- Les appels de note de bas de page (petits chiffres en exposant, introduits par l'outil «  Source ») sont à placer entre la fin de phrase et le point final[comme ça].
- Les liens internes (vers d'autres articles de Wikipédia) sont à choisir avec parcimonie. Créez des liens vers des articles approfondissant le sujet. Les termes génériques sans rapport avec le sujet sont à éviter, ainsi que les répétitions de liens vers un même terme.
- Les liens externes sont à placer uniquement dans une section « Liens externes », à la fin de l'article. Ces liens sont à choisir avec parcimonie suivant les règles définies. Si un lien sert de source à l'article, son insertion dans le texte est à faire par les notes de bas de page.
- La présentation des références doit suivre les conventions bibliographiques. Il est recommandé d'utiliser les modèles {{Ouvrage}}, {{Chapitre}}, {{Article}}, {{Lien web}} et/ou {{Bibliographie}}. Le mode d'édition visuel peut mettre en forme automatiquement les références.
- Insérer une infobox (cadre d'informations à droite) n'est pas obligatoire pour parachever la mise en page.

Pour une aide détaillée, merci de consulter Aide:Wikification.
Si vous pensez que ces points ont été résolus, vous pouvez retirer ce bandeau et améliorer la mise en forme d'un autre article.
Pour les articles homonymes, voir Vallat.
Jean-Pierre Vallat, né le 10 août 1951 à Roche-la-Molière et mort le 22 juin 2021 à Saint-Jacut-de-la-Mer, est un historien et archéologue français. Membre de l'École française de Rome et professeur agrégé d'histoire lauréat de l'École normale supérieure de Fontenay-Saint-Cloud, il est professeur émérite d'histoire romaine au laboratoire Anthropologie et histoire des mondes antiques de l'Université Paris Diderot-Paris 7.

## Biographie
Après des études secondaires au Lycée Claude-Fauriel à Saint-Étienne, Jean-Pierre Vallat est admis à l'École normale supérieure de Fontenay-Saint-Cloud entre 1971 et 1975, où il a eu son agrégation en histoire. Il rejoint l'École française de Rome de 1978 à 1981.
En 1982, il est en poste de chercheur au CNRS, puis chargé de mission du directeur du CNRS (formation du personnel et grands équipements entre 1985 et 1988).
En 1988, il devient vice-président de l’Université Paris 13 Villetaneuse chargé des moyens et membre élu au Conseil national des universités entre 1994 et 1998. Il soutient une habilitation à diriger des recherches en 1997, intitulée Histoire économique et sociale de la Campanie à l’époque romaine.
Il siège comme membre élu au Conseil national des universités entre 1994 et 1998 et du bureau national du Syndicat général de l'Éducation nationale CFDT.
Jean-Pierre Vallat rejoint l’Université Paris Diderot-Paris 7 en 2000 où il dirige, jusqu'en 2004, l'UFR Sciences humaines.
Il occupe le poste de délégué du président de Paris 7 à la fusion des universités Paris 1, Paris 13, Paris 7, INALCO, Paris 3, etc. entre 2004 et 2007.
En 2012 il obtient le titre de professeur émérite à l’Université Paris-Diderot.
Il occupe aussi le poste de délégué scientifique au Haut Conseil de l'évaluation de la recherche et de l'enseignement supérieur entre 2013 et 2015.
Il meurt le 22 juin 2021,.

## Autres activités
- Activités d'éditeur revue d'histoire rurale[7].
- Télévision et radio : 2M Maroc, des racines et des ailes 2005, radio protestante 2020, France culture carbone 14 en 2020[8].
- Films : Figuig labyrinthe de terre et d'eau, 2011, Paris Diderot[9].
- Film : Dialogue d'une paléographe et de l'archéologue, 2014, le dialogue dans ce film permet de comprendre le rôle de la gueniza, du mizwé et des contacts culturels au sein de la communauté juive de Figuig, mais aussi d'en saisir l'importance dans la tradition juive par le rôle que tiennent les textes sacrés et profanes dans les diverses cultures de l'oasis[10].
- Film : Figuig carrefour des cultures, 2014, film réalisé en complément du dossier d'inscription de l'oasis au patrimoine mondial de l'humanité. Il fait découvrir les facettes du patrimoine matériel, immatériel et environnemental de Figuig à l'Est du Maroc et au carrefour des routes nord sud du Maghreb[11].

Les trois films ont fait partie du dossier de classement de Figuig sur la liste indicative du Patrimoine de l'Humanité de l'Unesco.

## Orientations intellectuelles et politiques

### Prises de position intellectuelles controverses et débats
- D'abord fortement influencé par l'école marxiste de Besançon et Gramsci, il se rapproche dès 1982 de l'école des Annales et de C. Nicolet et son principal mentor devient J. Andreau (membres de son jury de thèse d'état).
- Après la publication de la fouille de Settefinestre en Etrurie dirigée par Andrea Carandini à laquelle il a participé en 1979-1980[13],[14], puis à celle de Sao Cucufat au Portugal en 1981 dirigée par Roland Étienne[15], il se rapproche des écoles italienne de (Giuliano Volpe[16]) et anglaise de (Graeme Barker[17]) en développant une analyse complexe des territoires où cohabitent villas esclavagistes, fermes familiales et villages[18], alors que l'école marxiste privilégiait la succession de ces modes d'exploitation et d'occupation des sols[19] (Annales ESC)[20].
- Ces recherches débouchent sur une mise en cause d'un système esclavagiste unique pour aborder la question du bail en argent ou à part de fruit documenté dès l'époque de Cicéron dans le terme générique et juridique de colonus (colloque de Caen)[21],[22].
- Il défend l'idée de cycles économiques courts(IIe siècle av. J.-C.-IIe siècle apr. J.-C.) et longs (IVe siècle av. J.-C.-VIe siècle apr. J.-C.) imbriqués à l'époque romaine au lieu de la traditionnelle succession de la ferme archaïque à la villa esclavagiste puis au latifundium et au village médiéval.
- Abordant un autre pan de sa recherche lors de colloques internationaux (Québec 2012) il critique le classement par l'UNESCO des sites inscrits au patrimoine de l'humanité aboutissant à l'accumulation des lieux remarquables à 80 % en France, Italie et Espagne au détriment, entre autres, de l'Afrique. Lors d'une mission au Togo, il propose le classement de dix sites (période protohistorique, mémoire de l'esclavage, habitat colonial, sites de torture, lors de l'indépendance...) au lieu du seul site classé actuellement[23].

### Prises de position politiques
- Membre du CERES de D. Motchane et Jean-Pierre Chevènement, il rejoint le club Convaincre de Michel Rocard dont il soutient vivement la candidature aux élections présidentielles de 1981 et 1988.
- Il se consacre également à la vie associative, et est nommé, en 1999, par le préfet JP Duport médiateur lors de la grève de la faim des sans papiers de Saint-Denis aux côtés de Patrick Braouezec et Bernard Birsinger.
- Lié à la famille du général Soumaré, chef d'état major de l'armée malienne en 1960 auprès du président Modibo Keita, il dénonce dans Le Nouvel Observateur en 2011 le rôle néocolonial et les intérêts économiques et géopolitiques de la France notamment au Mali ce qui contribue à déstabiliser le pays[24].

## Publications
- La cité des Ségusiaves à l'époque romaine (Ier siècle av. J.-C. au IVe siècle apr. J.-C.), Jean-Pierre Vallat, Oxford : B.A.R. , 1981  (ISBN 978-0-8078-3480-0).
- Statut juridique et statut réel des terres en Campanie du Nord (IIIe – Ier siècle av. J.-C.), Jean-Pierre Vallat, Bari : Quaderni di Storia, 1981  (ISSN 0395-2649 et 1953-8146).
- Structures agraires en Italie centro-méridionale : cadastres et paysages ruraux, Gérard Chouquer, Monique Clavel-Lévêque, François Favory et Jean-Pierre Vallat, Rome : École française de Rome , 1987  (ISBN 2-7283-0115-8).
- Campagnes de la Méditerranée romaine : Occident, Philippe Leveau, Pierre Sillières, Jean-Pierre Vallat, Paris : Hachette , DL 1993  (ISBN 978-2010143601).
- L'Italie et Rome : 218-31 av. J.-C., Jean-Pierre Vallat, Paris : Armand Colin , DL 1995  (ISBN 978-2200215309).
- Le bail romain dans l'historiographie de la Méditerranée occidentale, Exploiter la terre, les contrats agraires de l'Antiquité à nos jours : actes du colloque international tenu à Caen du 10 au 13 septembre 1997 , BHR 1997 (ISBN 2-911369-06-8) .
- La banlieue nord de Paris : gestion, sauvegarde et conservation du patrimoine, Actes du Colloque Racines et patrimoine : organisé le 23 novembre 1995 par l' Université Paris 13, Centre de recherches sur l'espace, les sociétés et les cultures ; textes réunis par Patrice Boulestin et Pierre Ouzoulias ; sous la dir. de Jean-Pierre Vallat, Paris : Éd. Errance, 1997 (ISBN 2-87772-140-X) .
- Mémoires de patrimoines sous la direction de Jean-Pierre Vallat, participation de ML Pelus Kaplan , Y Bottineau, Paris : L'Harmattan , DL 2009  (ISBN 978-2-296-06501-7).
- Le Togo : lieux de mémoire et sites de conscience, sous la direction de Jean-Pierre Vallat ; préface de Miguel Benasayag, Paris : L'Harmattan , DL 2013, cop. 2013  (ISBN 978-2336291178).
- Figuig, une oasis au cœur des cultures, éditeur Jean-Pierre Vallat, comité scientifique Marianne Cohen, André Del, Laurence Gillot, Paris : L'Harmattan , DL 2014, cop. 2014  (ISBN 978-2-343-02311-3).
- La géoarchéologie française au XXIe siècle, French geoarcheology in the 21st century, sous la direction de Nathalie Carcaud et Gilles, Paris : CNRS Éditions , 2019. (ISBN 2-271-12993-1).
- Les mondes romains : questions d'archéologie et d'histoire, sous la coordination de Ricardo Gonzalez Villaescusa, Giusto Traina, Jean-Pierre Vallat, Paris : Ellipses , DL 2020 (ISBN 978-2340033610).